# Pineta di Classe
Pineta di Classe este o arie protejată (arie specială de conservare — SAC, sit de importanță comunitară — SCI, arie de protecție specială avifaunistică — SPA) din Italia întinsă pe o suprafață de 1.082 ha, integral pe uscat.

## Localizare
Centrul sitului Pineta di Classe este situat la coordonatele 44°21′10″N 12°16′43″E / 44.352778°N 12.278611°E.

## Înființare
Situl Pineta di Classe a fost declarat sit de importanță comunitară în iunie 1995 pentru a proteja 35 de specii de animale. Alte tipuri de protecție:
- arie de protecție specială avifaunistică (în februarie 2004)[3]
- arie specială de conservare (în martie 2019)[2][4][5]

## Biodiversitate
Situată în ecoregiunea continentală, aria protejată conține 14 habitate naturale: Dune împădurite cu Pinus pinea și/sau Pinus pinaster, Ape stătătoare oligotrofe până la mezotrofe, cu vegetație de Littorelletea uniflorae și/sau de Isoëto-Nanojuncetea, Păduri de Quercus ilex și Quercus rotundifolia, Lacuri eutrofice naturale cu vegetație de tip Magnopotamion sau Hydrocharition, Salicornia și alte specii anuale care populează regiunile mlăștinoase și nisipoase, Pajiști umede mediteraneene cu ierburi înalte de Molinio-Holoschoenion, Dune de coastă cu Juniperus spp., Păduri aluvionare cu Alnus glutinosa și Fraxinus excelsior (Alno-Padion, Alnion incanae, Salicion albae), Pășuni mediteraneene udate de apa mării (Juncetalia maritimi), Păduri mixte riverane de Quercus robur, Ulmus laevis și Ulmus minor, Fraxinus excelsior sau Fraxinus angustifolia, de-a lungul marilor râuri (Ulmenion minoris), Dune de coastă fixe cu vegetație erbacee („dune gri”), Galerii de Salix alba și de Populus alba, Păduri de stejar alb estice, Râuri cu maluri nămoloase cu vegetație de Chenopodion rubri p.p. și Bidention p.p..
La baza desemnării sitului se află mai multe specii protejate:
- păsări (23): pescăruș albastru (Alcedo atthis), rață mare (Anas platyrhynchos), lăstunul mare (Apus apus), rață-cu-cap-castaniu (Aythya ferina), rața moțată (Aythya fuligula), caprimulg (Caprimulgus europaeus), cuc (Cuculus canorus), lăstun de casă (Delichon urbicum), presură de grădină (Emberiza hortulana), șoimul rândunelelor (Falco subbuteo), lișiță (Fulica atra), Hippolais polyglotta, rândunică (Hirundo rustica), capîntortură (Jynx torquilla), sfrâncioc roșiatic (Lanius collurio), privighetoare (Luscinia megarhynchos), codobatura galbenă (Motacilla flava), grangur (Oriolus oriolus), viespar (Pernis apivorus), ploier auriu (Pluvialis apricaria), turturică (Streptopelia turtur), silvie de câmp (Sylvia communis), pupăză (Upupa epops)
- amfibieni (2): Pelobates fuscus insubricus, Triturus carnifex
- mamifere (2): liliac cu urechi mari (Myotis bechsteinii), liliac cărămiziu (Myotis emarginatus)
- nevertebrate (6): croitorul mare al stejarului (Cerambyx cerdo), fluturele de noapte (Eriogaster catax), Euplagia quadripunctaria, rădașcă (Lucanus cervus), fluturele purpuriu (Lycaena dispar), Vertigo angustior
- pești (1): Knipowitschia panizzae
- reptile (1): țestoasa de baltă (Emys orbicularis)

Pe lângă speciile protejate, pe teritoriul sitului au mai fost identificate 16 specii de plante, 4 specii de amfibieni, 11 specii de mamifere, 5 specii de nevertebrate, 1 specie de pești, 6 specii de reptile.